# Bújj, bújj, itt megyek
A Bújj, bújj, itt megyek egy gyerekdal. A gyerekek hátratett kézzel szűk körben állnak. Egy gyermek a tüzes lapátot jelképező kendővel a körön kívül jár, és a dal végén valakinek a kezébe adja. Ő lesz a következő körbejáró. Másik változat: a kendőt kapó gyermek addig kergeti a korábbi kendővivőt, míg az beáll a helyére.

## Kotta és dallam
Bújj-bújj itt megyek,

Tüzes lapátot viszek,

Egyet szólok, kettőt szólok,

Harmadikra rádtalálok.

## Felvételek
- Bújj, bújj, itt megyek. Zeneker Team  YouTube (2012. szeptember 28.)  (Hozzáférés: 2017. június 20.) (videó, szöveg)
- Dal 3 hangon, önállóan: Bújj, bújj, itt megyek. Hangrózsa Zeneiskola  YouTube (2016. október 22.)  (Hozzáférés: 2017. június 20.) (videó) zongora